# 薪本彩乃
薪本 彩乃（まきもと あやの、1965年1月8日 - ）は、日本の女優。東京都出身。81プロデュース所属。本名は関根 昭子（せきね あきこ）。

## 来歴・人物
主にNHK教育テレビのテレビ番組に出演していた。趣味はタップダンス、ピアノ、歌唱。

## 出演作品

### テレビ番組
- 明るいなかま
- くらしの歴史
- 高校生の広場
- みんななかよし

他

### ラジオ
- NHKワールド・ラジオ日本「お楽しみワイド」アシスタント（松岡洋子からの引継ぎ）